# Biskupi Casale Monferrato
Biskupi Casale Monferrato – lista biskupów diecezjalnych włoskiej diecezji Casale Monferrato.

## Biskupi diecezjalni
- Bernardino de Teobaldeschi (1474–1517)
- Giovanni Giacomo de Monteferrato (1517–1525)[a]
- Bernardino Castellari (1525–1529; 1531–1546)
- Francesco (Franzino) Micheli (1548–1555)
- Scipione d’Este (1555–1567)
- Ambrogio Aldegati OP (1567–1570)
- Benedetto Erba OP (1570–1576)
- Alessandro Andreasi (1577–1583)
- Lelio Zibramonti (1583–1589)
- Marcantonio Gonzaga (1589–1592)
- Settimio Borserio (1592–1594)
- Giulio del Carretto (1594–1614)
- Scipione Pasquali (1615–1624)
- Scipione Agnelli (1624–1653)
- Gerolamo Francesco Miroglio (1655–1679)
- Lelio Ardizzone (1680–1699)
- Pier Secondo Radicati de Cocconato (1701–1728)
- Pier Gerolamo Caravadossi OP (1728–1746)
- Ignazio della Chiesa de Rodi (1746–1758)
- Giuseppe Luigi Avogadro CRL (1758–1792)
- Teresio Maria Carlo Vittorio Ferrero della Marmora (1796–1803)
- Jean-Chrysostome de Villaret (1805–1814)
- Francesco Alciati (1817–1828)
- Francesco Maria Icheri di Malabaila (1830–1846)
- Luigi Nazari di Calabiana (1847–1867)
- Pietro Maria Ferrè (1867–1886)
- Filippo Chiesa (1886)
- Edoardo Pulciano (1887–1892)
- Paolo Maria Barone (1892–1903)
- Ludovico Gavotti (1903–1915)
- Albino Pella (1915–1940)
- Giuseppe Angrisani (1940–1971)
- Carlo Cavalla (1971–1995)
- Germano Zaccheo (1995–2007)
- Alceste Catella (2008–2017)
- Gianni Sacchi (od 2017)

### Uwaga
1. ↑   w latach 1509–1517 koadiutor